# Pianchher
Pianchher war eine nubische Königin des 6. oder 5. Jahrhunderts v. Chr.
Sie ist nur von ihrer Pyramide Nu 57 bekannt, wo sich Uschebtis mit ihrem Namen fanden. Die Identität ihres Gemahles ist nicht gesichert, meist wird Aramatelqo vermutet. Sie trägt als einzigen Titel die Bezeichnung Königsgemahlin.